# Johannes Reinhold Schultz

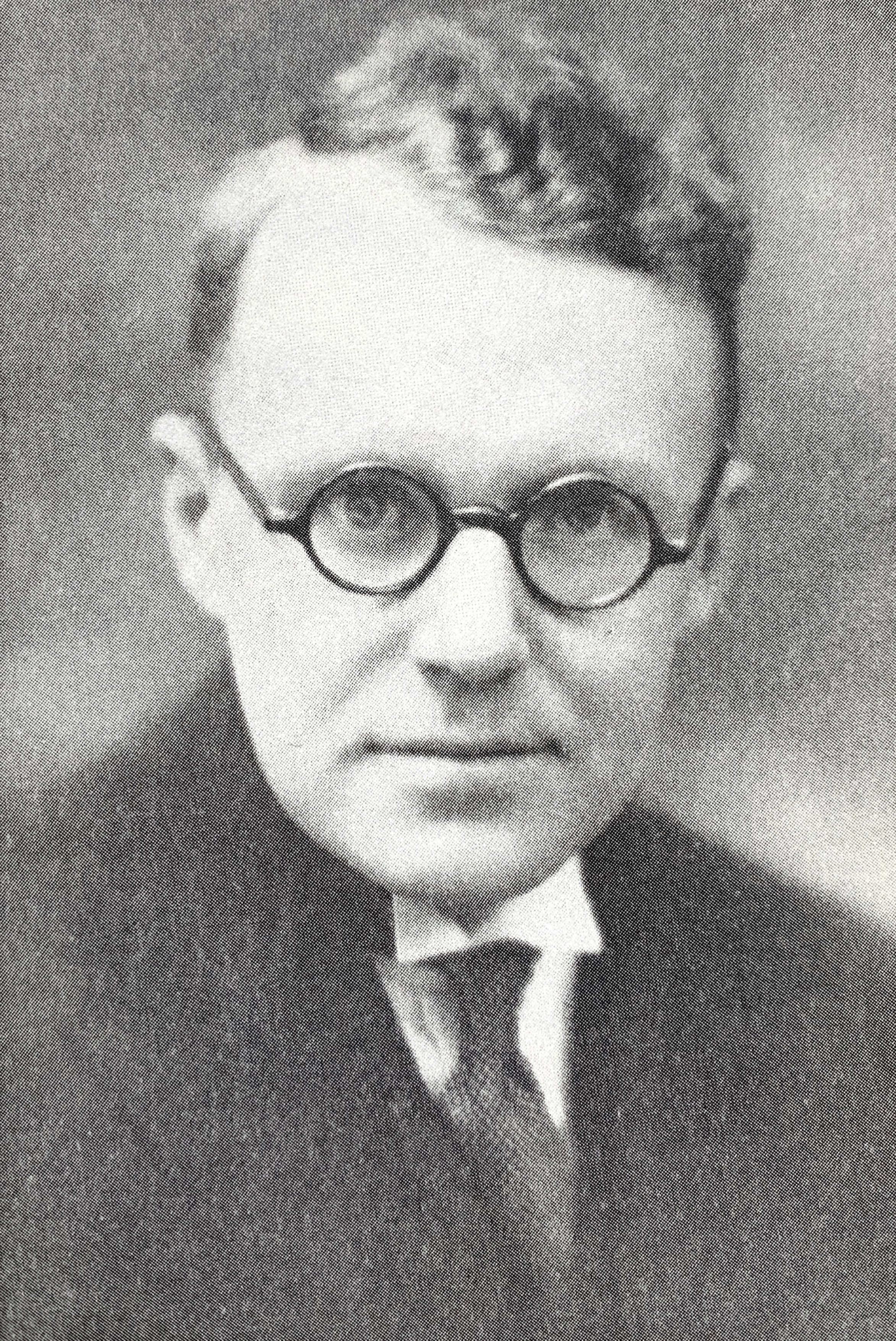
Johannes Reinhold Schultz (1905–1941); Fotografie, 1938

Johannes „Hans“ Reinhold Schultz (* 10.jul. / 23. September 1905greg. in Pernau; † 1. April 1941 in Tuszyn) war ein deutschbaltischer Theologe. In der Auseinandersetzung baltischer Theologen mit dem Nationalsozialismus gilt er als einer der wichtigsten Akteure. Schon früh erkannte er, dass „Nationalsozialismus und christlicher Glaube zueinander im Widerspruch stehen“.

## Kirchengeschichtliche Zeitumstände
Die Deutsch-Balten hatten ab dem späten 12. Jahrhundert als eingewanderte Oberschicht großen Einfluss auf Religion, Kultur und Sprache der Letten und Esten. Im Verlauf der Reformation nahmen die Deutsch-Balten wie auch die estnische und lettische Bevölkerung ganz überwiegend den lutherischen Glauben an. Nachdem das Baltikum an Russland gefallen war, bildete die deutsche Minderheit den Hauptteil der baltischen Oberschicht. An der Universität Tartu (deutsch: Dorpat) im heutigen Estland wurde bis zum Ende des 19. Jahrhunderts nur auf Deutsch gelehrt, obwohl sie in einem nie von Deutschen beherrschten Gebiet lag. Studenten und Dozenten waren größtenteils Deutsche. Im 19. Jahrhundert gerieten die Deutsch-Balten in den Sog des Nationalismus, ausgelöst auch durch die von Zar Alexander II. verordnete Russifizierungspolitik. In Tartu durfte fortan nur noch auf Russisch gelehrt werden. 1893 wurde die Stadt im Zuge der Russifizierung offiziell in Jurjew umbenannt; die Verwendung des estnischen oder des deutschen Namens war teilweise verboten. Zudem förderte das Zarenreich den Zuzug von Russen in die baltischen Städte, in denen die deutschen bisher die Bevölkerungsmehrheit stellten. Im Zuge der russischen Revolution erklärten Lettland und Estland Anfang 1918 ihre Unabhängigkeit. Damit verloren die Deutschen ihre Vormachtstellung in Politik und Gesellschaft endgültig. Die politische Führung übernahmen Esten und Letten. Die deutschbaltischen Landgüter wurden in Landreformen zerschlagen und an lettische und estnische Bauern verteilt. Den ehemaligen Großgrundbesitzern verblieben Restgüter von einer Größe bis zu 50 Hektar. Die Folge war eine Auswanderungswelle. Bis in die dreißiger Jahren schrumpfte der Anteil der Deutsch-Balten an den Bevölkerungen der Staaten Estland, Lettland und Litauen im Durchschnitt auf ein bis drei Prozent, dafür gehörten ihnen etwa 1/5 des Volksvermögens. In Estland mit seiner Gesamtbevölkerung von etwa 1,2 Millionen Einwohnern (1934) sank ihre Zahl von gut 60.000 in den 1920er Jahren auf etwa 16000 in den 1930er Jahren. In der Debatte, ob man auswandern oder bleiben solle, hatte das Wort der Pastoren großes Gewicht.

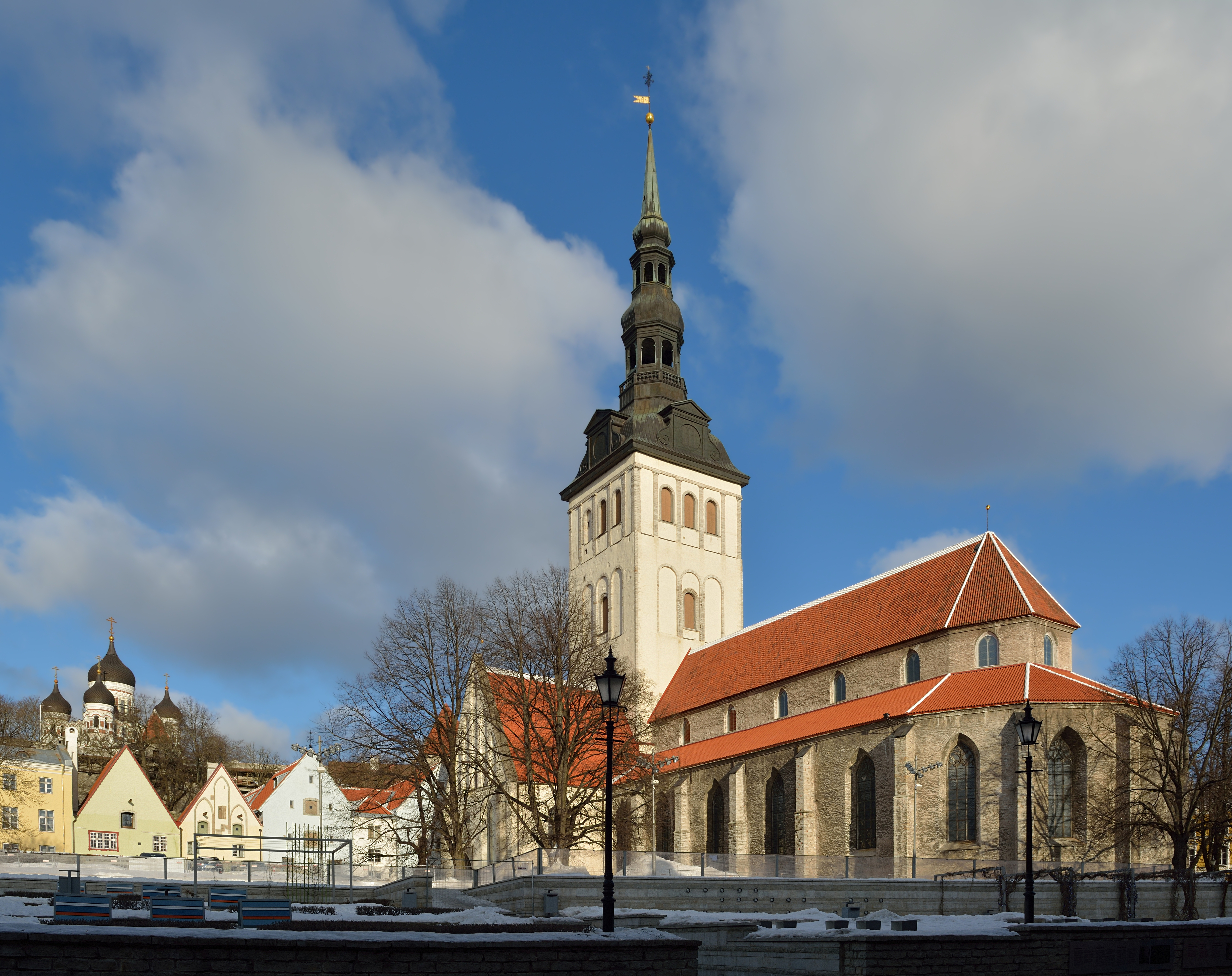
Außenansicht der Nikolaikirche. Hier hielt die deutsche Domgemeinde in der Zwischenkriegszeit ihre Gottesdienste ab.

Auch kirchenrechtlich gab es Veränderungen. So hatte es bis 1919 in Estland keinen Bischof, sondern einen estländischen Generalsuperintendenten gegeben. Stets hatte ein Deutsch-Balte das Amt ausgeübt. Letzter in diesem Amt war Wilhelm Kentmann. Der Generalsuperintendent war in Personalunion Oberpastor am Dom zu Reval und predigte als solcher dort einmal im Monat zu besonderen Anlässen. Am 12. September 1919 wurde Jakob Kukk auf dem zweiten estnischen Kirchenkongress in Tallinn zunächst zum geschäftsführenden Bischof Estlands und ein Jahr später mit großer Mehrheit als einziger Kandidat zum Bischof auf Lebenszeit gewählt. Als solcher beanspruchte er nun das Recht, zu besonderen Anlässen in der Domkirche predigen zu dürfen. Das lehnte die deutsche Gemeinde entschieden ab, woraufhin der estnische Staat die Verwaltung der Kirche übernahm und diese dem Bischof und seinem Konsistorium überließ. Die deutsche Gemeinde hätte die Domkirche mit Genehmigung des Konsistoriums weiter nutzen können, entschied sich aber, ihre Gottesdienste fortan in der Nikolaikirche in der Unterstadt abzuhalten.
In den Ländern des Baltikums waren die Deutschen waren jedoch als nationale Minderheit anerkannt und bewahrten ein gewisses Maß an kultureller Eigenständigkeit. So bestanden zur Zeit der Eigenstaatlichkeit der Republiken Estland, Lettland und Litauen im Baltikum bis zur Umsiedlung der deutschen Minderheit 1939 viele deutschsprachige evangelisch-lutherische Gemeinden mit einer langen Tradition und Geschichte. Anfang der 1930er Jahre verschärften sich die nationalen Spannungen. In der Debatte ging es längst auch um das Verhältnis der deutschbaltischen Volksgruppe zum Deutschen Reich und die nationale Zugehörigkeit. 1933 versuchten nationalsozialistische Gruppen, die Deutsch-baltische Partei in Estland zu unterwandern. Die estnische Regierung schritt ein, erklärte die parteiinternen Wahlen für ungültig und erließ ein Verbot politischer nationalsozialistischer Gruppierungen.
Auch unter den Theologen entbrannte eine Diskussion, wie mit dem Nationalsozialismus umzugehen sei. Hans Schultz erkannte dabei neben dem Pastor Waldemar Thomson schon zu Beginn der 1930er Jahre, dass „Nationalsozialismus und christlicher Glaube zueinander im Widerspruch stehen“. Damit stand er in Opposition zu den meisten Pastoren in Estland, die der neuen Bewegung weniger kritisch gegenüberstanden oder sogar bis in die Führungszirkel mitarbeiteten. Allerdings war die Einstellung der Pastoren alles andere als einheitlich und reichte von betonter Nähe bis hin zu entschiedener Ablehnung. Dazwischen lag eine große Gruppe derer, die dem Nationalsozialismus unsicher und tastend entgegengingen.
Anfang 1933 verfasste der Initiator der nationalsozialistischen Bewegung in Lettland, Erhard Kroeger, einen Artikel und provozierte damit eine literarische Auseinandersetzung mit Theologen. Zu seinen wichtigsten Widersachern gehörten dabei die Theologen Herbert Girgensohn in Lettland sowie Hans Schultz in Estland. In seinen in den Baltischen Monatsheften veröffentlichten Ausführungen wandte sich Kroeger gegen eine seiner Meinung nach vorherrschende „vergeistigte Schwäche“, die durch den Glauben an die Wiederkunft Jesu Christi und das Errichten seines tausend Jahre währenden Reiches und die Hoffnung auf ein „Zeitalter ohne politische Reibung und ohne Kampf“ geprägt sei und deshalb auf den entschlossenen politischen Diskurs verzichte. In seinen weiteren Ausführungen bezeichnete er eine altruistische Ethik des Politischen als politische Inversion, der er Friedrich Nietzsche folgend, den Willen zur Macht als Kern politischen Strebens entgegensetzte. Diesen unbedingten Willen der nationalsozialistischen Bewegung im Baltikum zur Herrschaft jenseits jeglicher Moralvorstellungen von Gut und Böse wies Hans Schultz in Estland zurück. Schultz lehnte Krögers Konzept wegen seiner antichristlichen Stoßrichtung ab und betonte, dass auch für die Ethik des Politischen christliche Maßstäbe gelten würden. Schon mit dem Titel „Anti-Machiavell“ spielt Schultz auf die Diskrepanz zwischen der Stellungnahme Friedrichs des Großen im „Anti-machiavell“ und seiner eigenen politischen Praxis an. Obwohl er in dem Text manche Ordnungsvorstellungen der Bewegung teilte, lehnte er die von Kroeger zur Untermauerung seiner Thesen niedergeschriebene Weltanschauung ab. Wichtig sei für die Politik ein „vom Geist Christi durchleuchteter und in Zucht genommener Wille“. Erforderlich sei nun eine „Klärung der Fronten“ zwischen Bewegung und Christen. Ein klar festgestellter Gegensatz sei für die „Volksgemeinschaft“ besser als eine Verschleierung der inneren Differenzen. Auch müsse verhindert werden, dass Christen in einen Widerspruch von Theorie und Praxis geraten, Christentum sagen und Nietzsche befolgen („Anti-Machiavell“). Noch im Anhang zu dieser Schrift antwortete Erhard Kroeger kurz mit einem Schlußwort. Darin stimmte er Schultz’ These zu, dass der Wille zur Macht am Rechtsgedanken seine Grenze finde.
In derselben Ausgabe der baltischen Monatsbriefe veröffentlichte Schultz unter dem Titel Die deutsche Revolution und die Theologie einen weiteren Aufsatz. Mit dem Schlagwort deutsche Revolution griffen die Deutsch-Balten einen Begriff der zeitgenössischen NSDAP-Propaganda auf, welche die Machtergreifung 1933 als Nationale Revolution oder Deutsche Revolution bezeichnete. In seinen Eingangsworten schreibt er „Die deutsche Revolution ist ein sehr komplexer und umfassender Vorgang. Darum ist jeder Versuch, diesen Vorgang heute schon zu verstehen und zu deuten, ein Wagnis. Für historische Urteile, geisteswissenschaftliche Rubrizierung ist heute auch bestimmt noch nicht der Zeitpunkt gekommen. Wir können sie getrost der Forscherarbeit kommender Jahrzehnte überlassen.“ Damit wahrt Schultz eine kritische Distanz zur Bewegung und grenzt sich deutlich von den oft enthusiastischen Äußerungen in seinem Umfeld ab. Er lehnt den Nationalismus als Gräuel ab und warnt vor dem bis in alle Lebensbereiche vordringenden Nationalsozialismus: Von dem revolutionären Umschwung in Deutschland seien „nicht nur die dünne Schicht des Politischen im engeren Sinne, auch alle tieferen Schichten des soziologischen, philosophischen und auch religiösen Seins“ erfasst. Er fordert deshalb ein leidenschaftliches Gespräch zwischen der Theologie und der Revolution um die kirchliche Ablehnung einer auf „der Gesundheit der Existenz und der Autarkie der Kräfte eines Volkes aufbauenden Haltung“ deutlich zu machen. Schultz schließt seinen Aufsatz mit den Worten, die Theologie werde „nicht aufhören, den Schleier zu zerstören, der denen, die an die Gesundheit ihrer Existenz glauben, die letzten und entscheidenden Tiefen verhüllt.“

## Leben

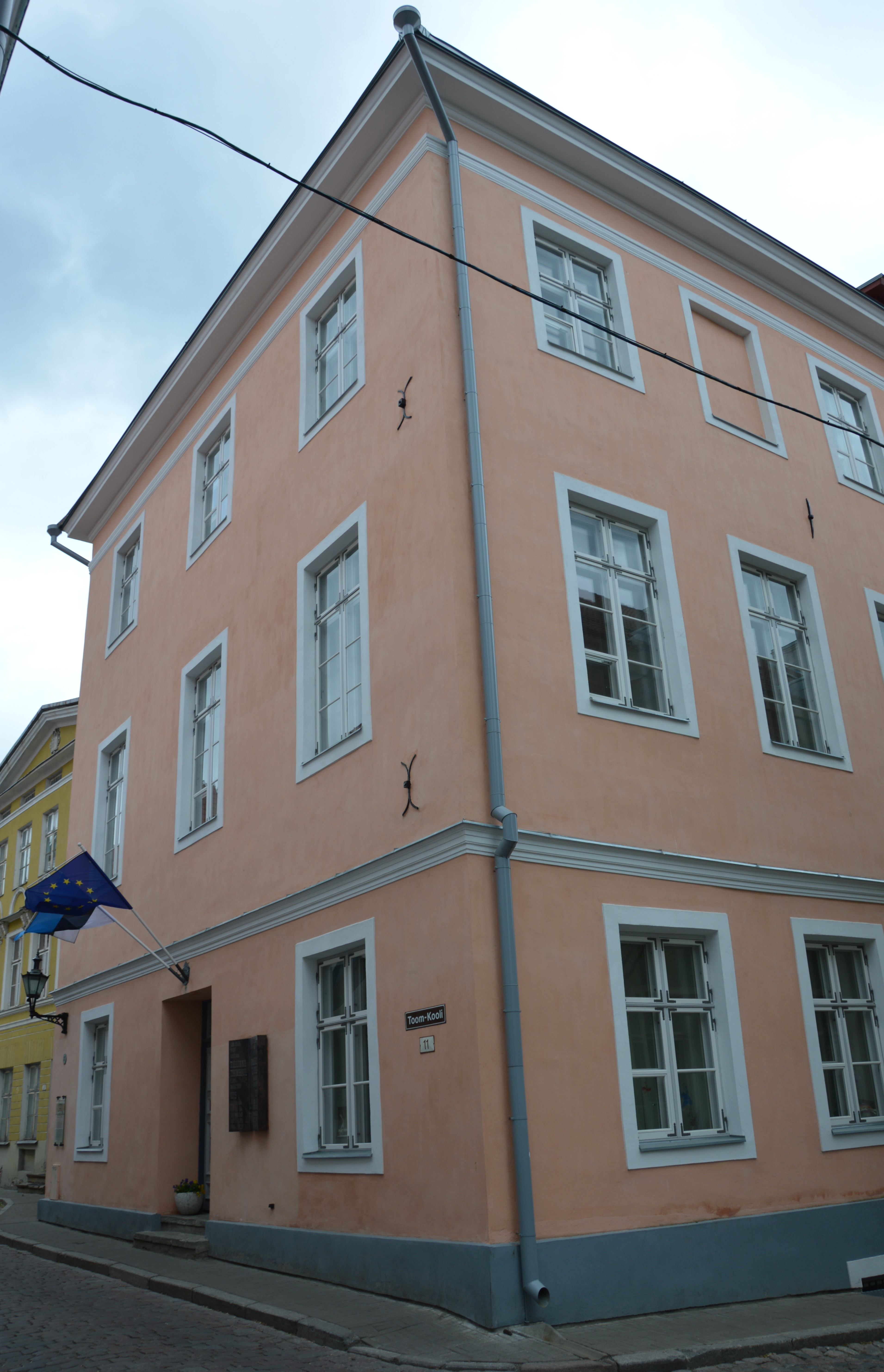
Gebäude der Ritter- und Domschule zu Reval an der Dom-Schulstraße 11, 2018. Hier war Hans Schultz von 1915 bis 1924 und von 1933 bis 1935 Lehrer.

### Kindheit und Jugend
Hans Schultz war der vierte Sohn des Pastors Otto Woldemar Ludwig Schultz (1864–1929) und seiner Frau Johanna, geborene Luther. Sein Großvater war Woldemar Schultz, der estländische Generalsuperintendent und Oberpastor am Dom zu Reval (1813–1887). Hans wurde in Pärnu geboren und am 23.jul. / 6. Oktober 1905greg. in der dortigen St.-Jakobi-Kirche getauft. Von 1915 bis 1924 besuchte er die Ritter- und Domschule zu Reval.

### Studium und Beruf
An der Universität Tartu studierte Hans ab 1924 Theologie. Dort war er Mitglied der Studentenverbindung Estonia., Während seines Studiums verbrachte er ein Semester in Tübingen und schloss das Studium 1927 mit dem akademischen Grad Magister Theologiae an der Universität Tartu ab. Von 1928 bis 1931 hielt er sich krankheitsbedingt in einem Tuberkulose-Sanatoriumin der Schweiz auf, welches er dann völlig geheilt verließ. Am 5. Februar 1933 wurde er von Professor Gunnar Rudolf Knüpffer im Tallinner Dom ordiniert, wo er von 1933 bis 1938 Pastor an der Domgemeinde zu Reval und von 1933 bis 1935 Lehrer an der Domschule war. Von 1938 bis 1939 war er außerordentlicher Professor für systematische Theologie am privaten deutschen theologisch-philosophischen Lutherinstitut in Tartu. Zu dieser Zeit lebte Schultz mit seiner Familie in Elva bei Tartu.

### Umsiedlung und Tod
Nach dem Deutsch-Sowjetischen Grenz- und Freundschaftsvertrag vom 28. September 1939 wurden im Oktober mit Estland und Lettland Umsiedlerverträge vereinbart. Davon erfuhr die Familie noch im selben Monat aus Gerüchten, denen sie wenig Glauben schenkte. Zum Jahresende waren bereits mehr als 50.000 Deutsche aus Lettland und 14.000 Deutsche aus Estland umgesiedelt, die Mehrzahl in die gerade annektierten polnischen Gebiete, die neuen Gaue Wartheland und Danzig-Westpreußen. Im Zuge der Umsiedelungen wurden die deutschen Kirchengemeinden in Estland aufgelöst, so im November 1939 auch die Gemeinde von Hans Schultz. Dieser ließ sich danach mit seiner Frau und den Kindern zunächst in der in Gotenhafen umbenannte Hafenstadt Gdingen bei Danzig nieder und lebte in einer zugewiesenen kleinen Wohnung, die kaum beheizbar war. Dort zog sich Hans offenbar eine erneute Tuberkuloseinfektion zu. Das Paar zog daraufhin zunächst nach Grünheide bei Berlin. Die Brandenburgische Fürsorgestelle wies Hans einige Zeit später in eine Lungenheilanstalt in der Lüneburger Heide ein. Seine Frau zog mit den Kindern zu ihrer Schwester Maja, deren Familie ein Gut im Landkreis Altburgund im Reichsgau Wartheland zugewiesen bekommen hatte. Dort war die polnische Bevölkerung zuvor von den Nationalsozialisten enteignet worden. Nachdem sich der Zustand von Hans nicht verbesserte, zog er im Herbst 1940 zu seiner Familie, die sich inzwischen in Ostrowo (heute: Ostrów Wielkopolski im Wartheland) niedergelassen hatte. Um die Jahreswende 1941 ließ er sich in die Heilstätte Tuschinek (heute: Tuszyn in der Woiwodschaft Łódź) der Landesversicherungsanstalt Wartheland einweisen. Dort verschlechterte sich sein Zustand im März plötzlich und sehr schnell. Am 1. April 1941 erlag er der Tuberkulose. Er ist auf dem Friedhof der Evangelisch-Augsburgischen Kirche in Polen an der St.-Matthäus-Kirche (św. Mateusz) in Lodz begraben.

## Familie
Sein Bruder war Kurt Rudolf Schultz (1901–1979), Pfarrer in Estland und später in Deutschland. Hans war seit dem 11. August 1934 mit Alice Hartmann verheiratet. Das Paar hatte drei Kinder. Die Sozialanthropologin und Professorin für Humangeographie Silja Klepp ist seine Enkelin.

## Veröffentlichungen
- Anti-Machiavell. In: Baltische Monatsschrift 1933. S. 212–218
- Die deutsche Revolution und die Theologie. In: Baltische Monatsschrift 1933. S. 390–398
- Der Kirchenbegriff der orthodoxen Kirche. In: Zeitschrift für systematische Theologie Ausgabe 17. 1940.  S. 399–458